# Lysmata trisetacea
Lysmata trisetacea är en kräftdjursart som först beskrevs av Carl Bartholomäus Heller 1861.  Lysmata trisetacea ingår i släktet Lysmata och familjen Hippolytidae. Inga underarter finns listade i Catalogue of Life.